# Biserica de lemn din Crivobara

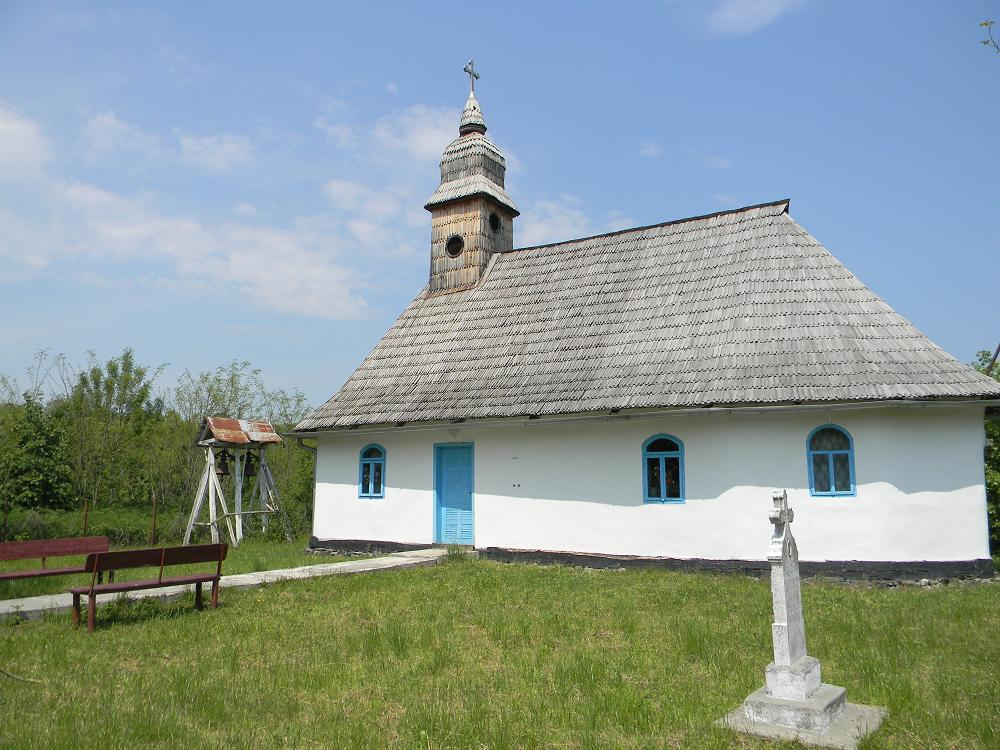
Biserica de lemn „Nașterea Maicii Domnului” din Crivobara, comuna Secaș, județul Timiș, foto: mai 2011.

Biserica de lemn din Crivobara, comuna Secaș, județul Timiș datează din anul 1780. Are hramul „Nașterea Maicii Domnului”. Biserica se află pe noua listă a monumentelor istorice sub codul LMI:  TM-II-m-B-06215.

## Istoric
Biserica de lemn din Crivobara, cu hramul „Nașterea Maicii Domnului" se găsește în mijlocul satului și a fost construită în anul 1780, reparată în anul 1820. Transformări importante au avut loc în anul 1932,  când interiorul a fost spoit cu var, iar învelitoarea de șindrilă a fost înlocuită cu cea actuală de tablă. Tot atunci au fost mărite și cele cinci ferestre ale lăcașului de cult la forma actuală, de arc semicircular la partea superioară.
Biserica este construită din bârne de stejar și are următoarele dimensiuni: 13 m lungime, 5,70 lățime, înălțimea pereților 2,70 m. Pronaosul este tăvănit, în timp ce naosul e acoperit cu o boltă semicilindrică din scânduri. Biserica posedă un patrimoniu mobil valoros format din icoane pe lemn de la sfârșitul secolului al XVIII-lea și începutul celui de al XlX-lea, dar și cinci icoane pe sticlă de factură populară. 

### Studii regionale
- Miloia, Ioachim (1933). „Bisericile de lemn din Banat”. Vestul. 1933.
- Oprișa, I. Longhin (1965). „Bisericile de lemn, monumente istorice din arhiepiscopia Timișoarei și Caransebeșului”. Mitropolia Banatului (1-3).
- Cristache-Panait, Ioana și Dimitriu, Florica (1971). „Bisericile de lemn ale Banatului”. Mitropolia Banatului. 1971 (10-12): 550–564.
- Nicolae Săcară- Bisericile de lemn ale Banatului, Editura Excelsior, Timișoara 2001

## Imagini din exterior

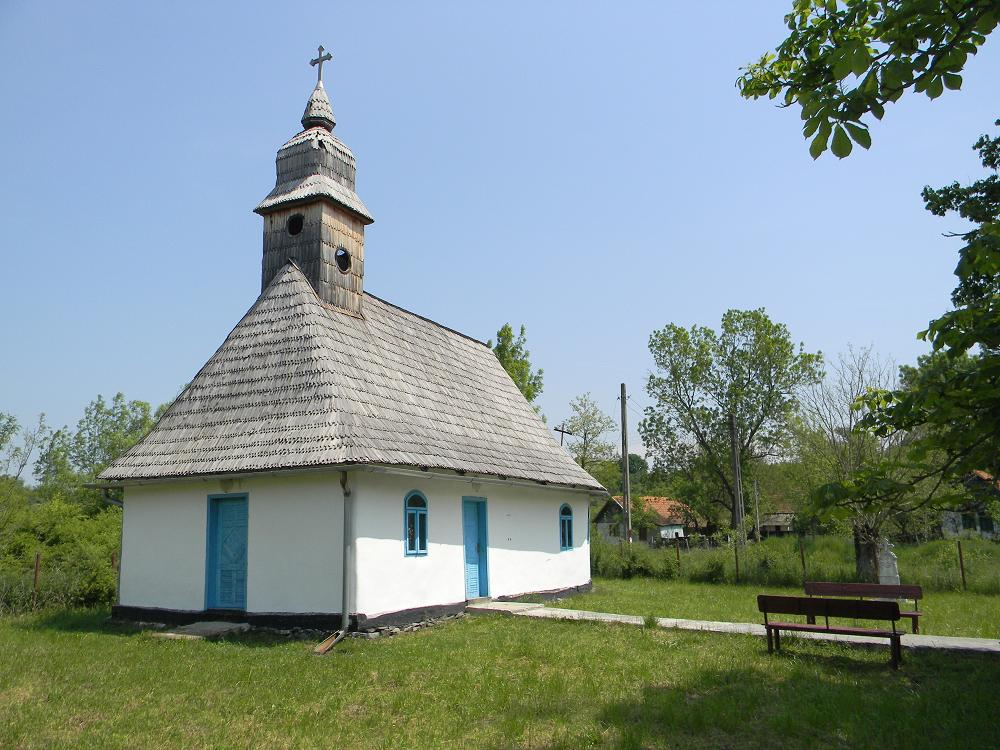
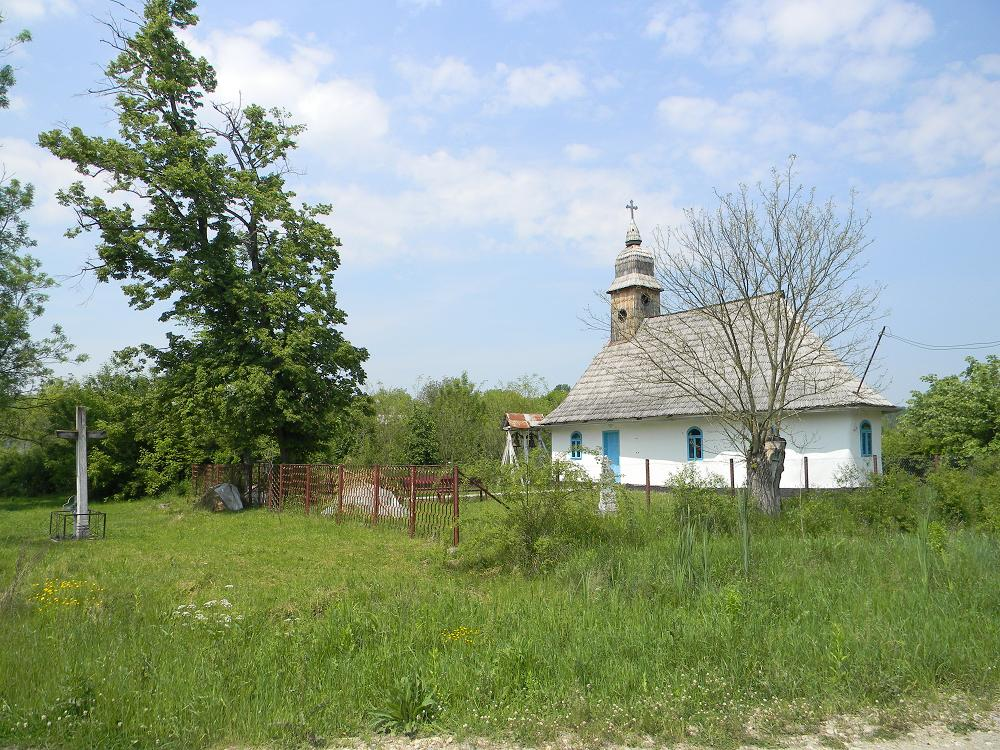